# Ocotea architectorum
Ocotea architectorum är en lagerväxtart som beskrevs av Carl Christian Mez. Ocotea architectorum ingår i släktet Ocotea och familjen lagerväxter. Inga underarter finns listade i Catalogue of Life.